# 剣山登山リフト

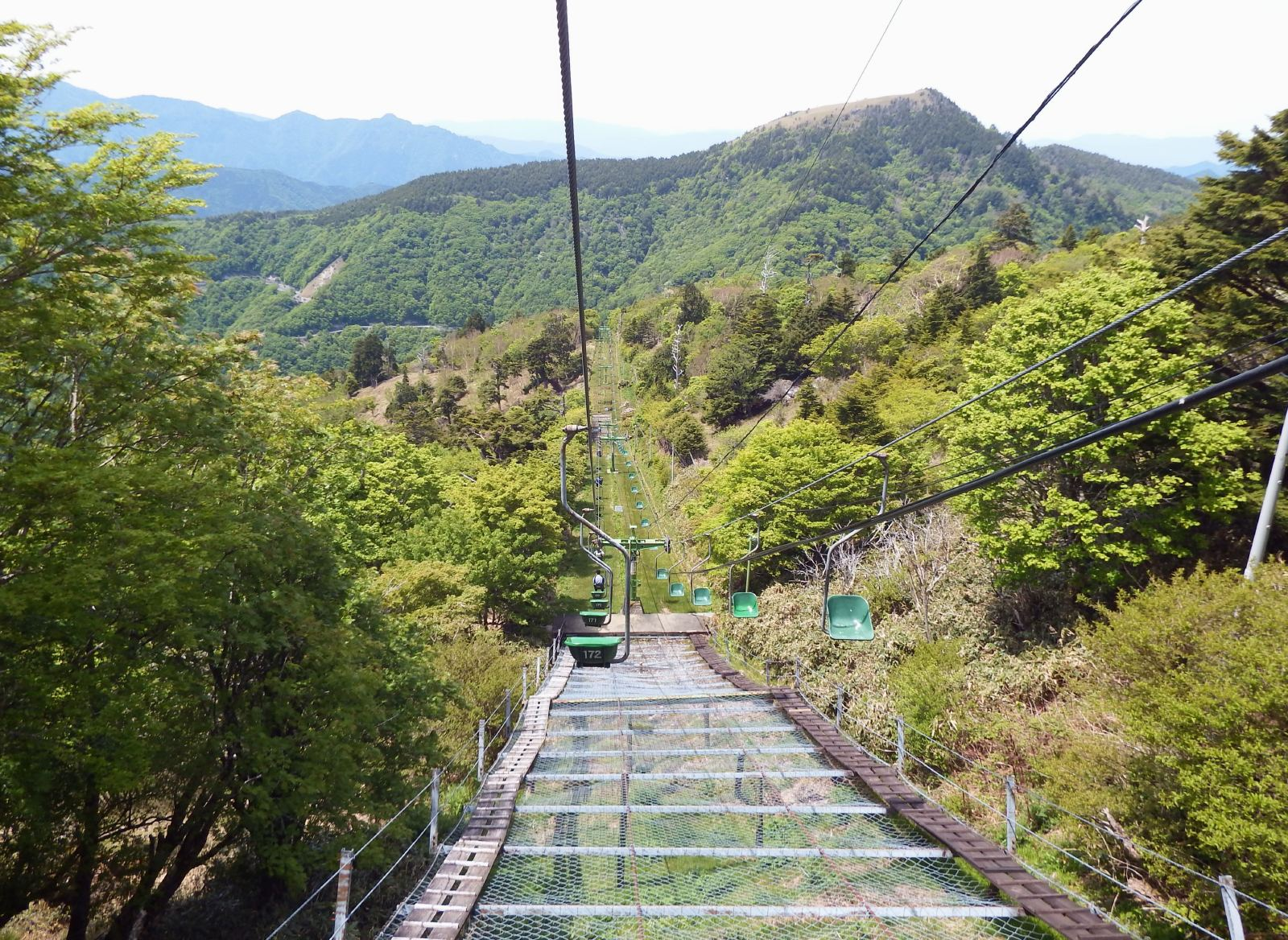
剣山登山リフト

剣山登山リフト（つるぎさんとざんリフト）とは、見ノ越（標高1,420m）から剣山中腹（標高1,750m）までを結ぶリフト。剣山観光登山リフト株式会社が運営している。

## 路線データ
- 全長：830ｍ[2]
- 高低差：330ｍ
- 速度：1ｍ/秒
- 輸送能力：420人/時間
- 支柱本数：24基
- 運転時分：約15分
- 駅数：2駅
- 運輸開始日：1970年9月6日
- 住所：徳島県三好市東祖谷見ノ越205番地25

## 駅一覧
- 山麓 見ノ越駅（北緯33度52分0.283秒 東経134度5分19.805秒 / 北緯33.86674528度 東経134.08883472度）
- 山頂 西島駅（北緯33度51分37.656秒 東経134度5分32.609秒 / 北緯33.86046000度 東経134.09239139度）

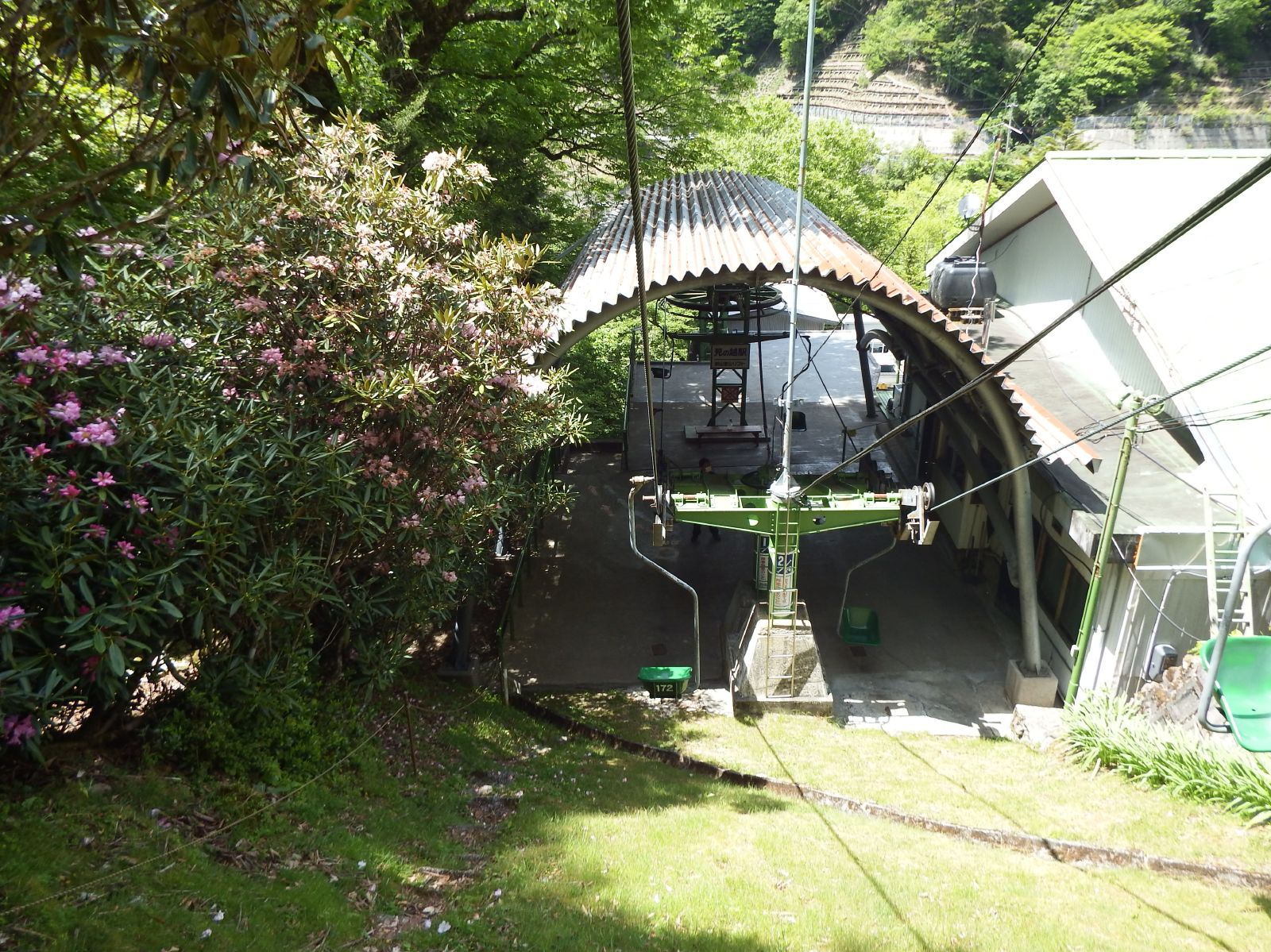
見ノ越駅
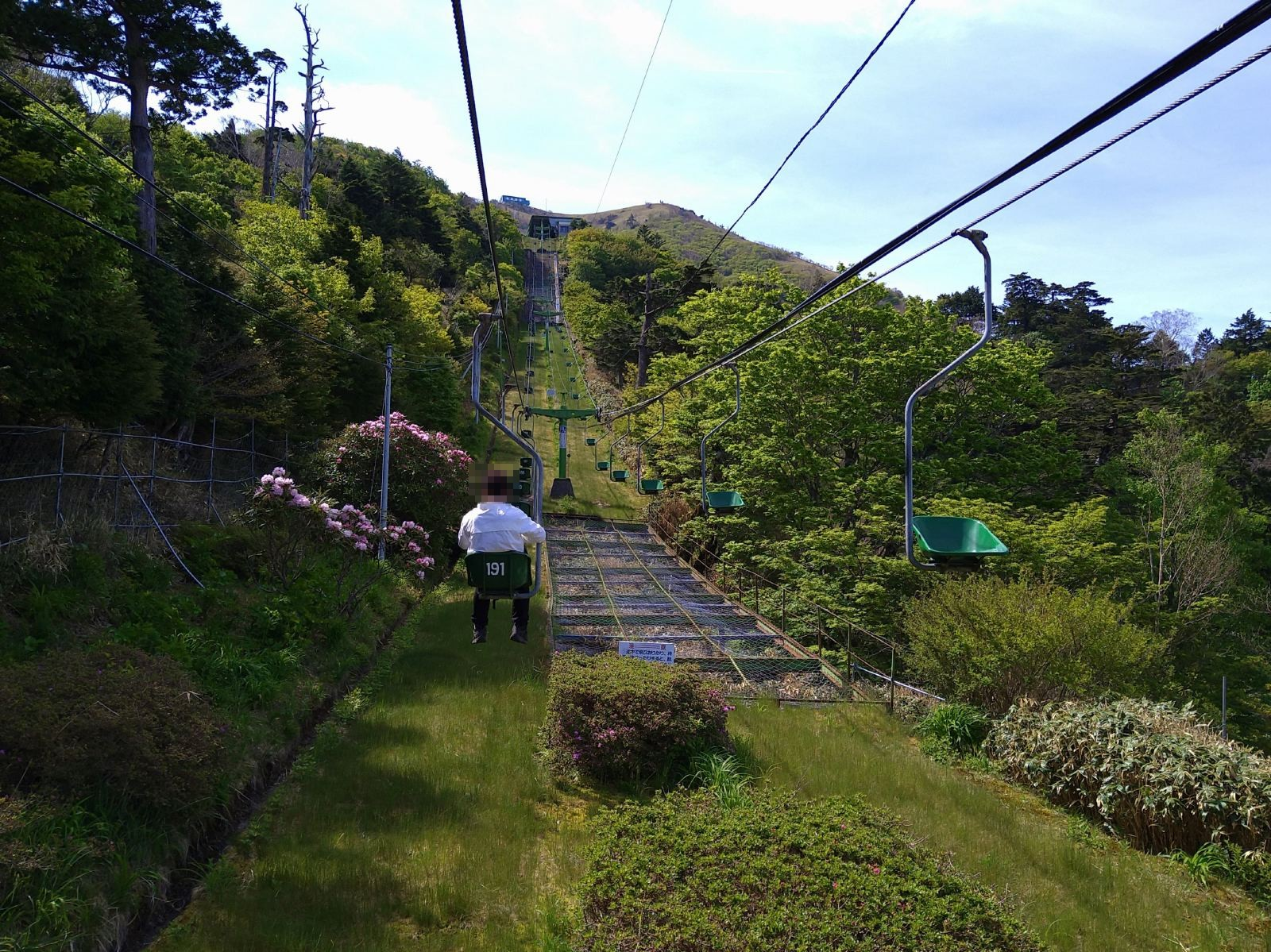
山頂を望む
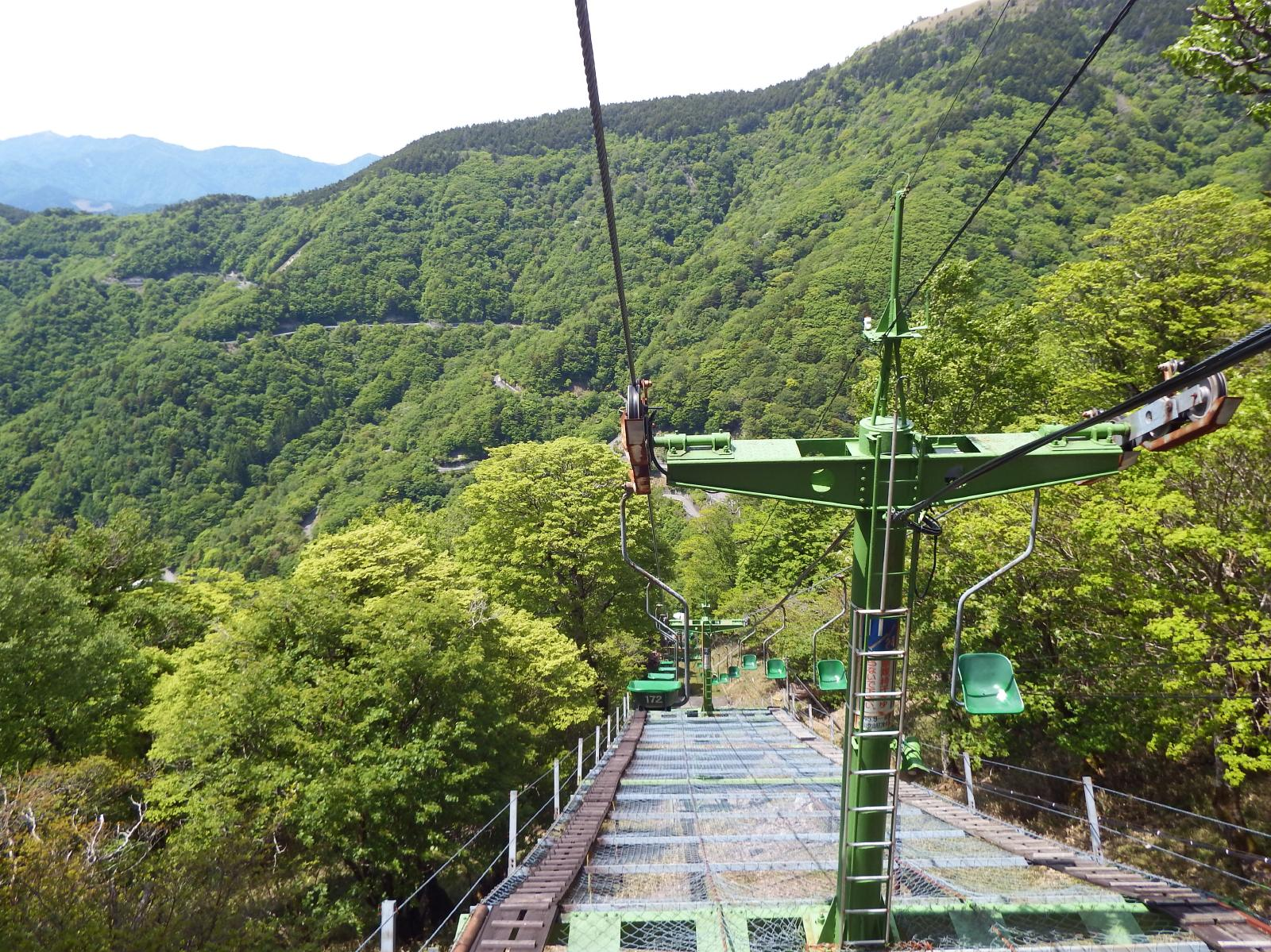
下方を望む
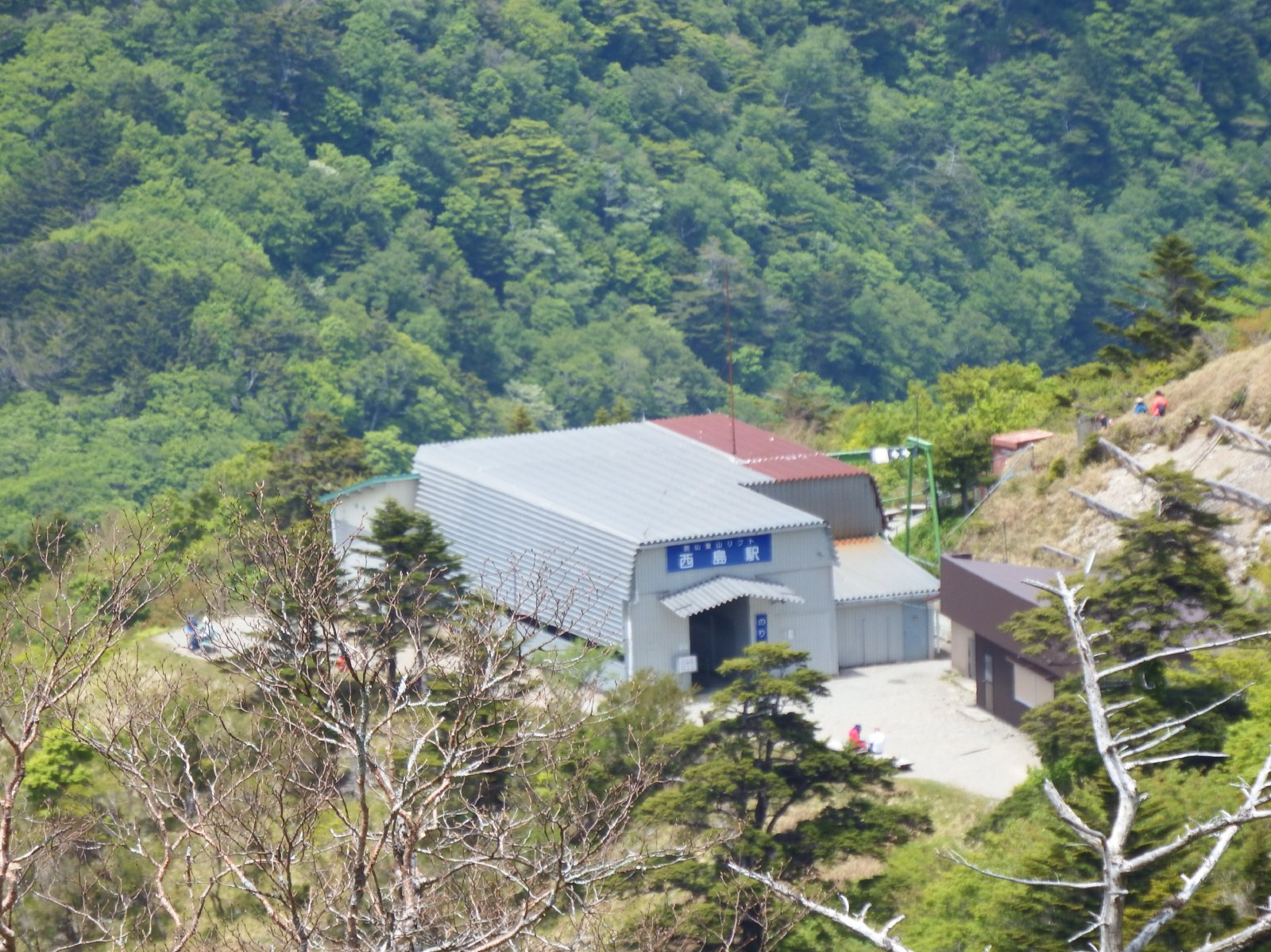
西島駅
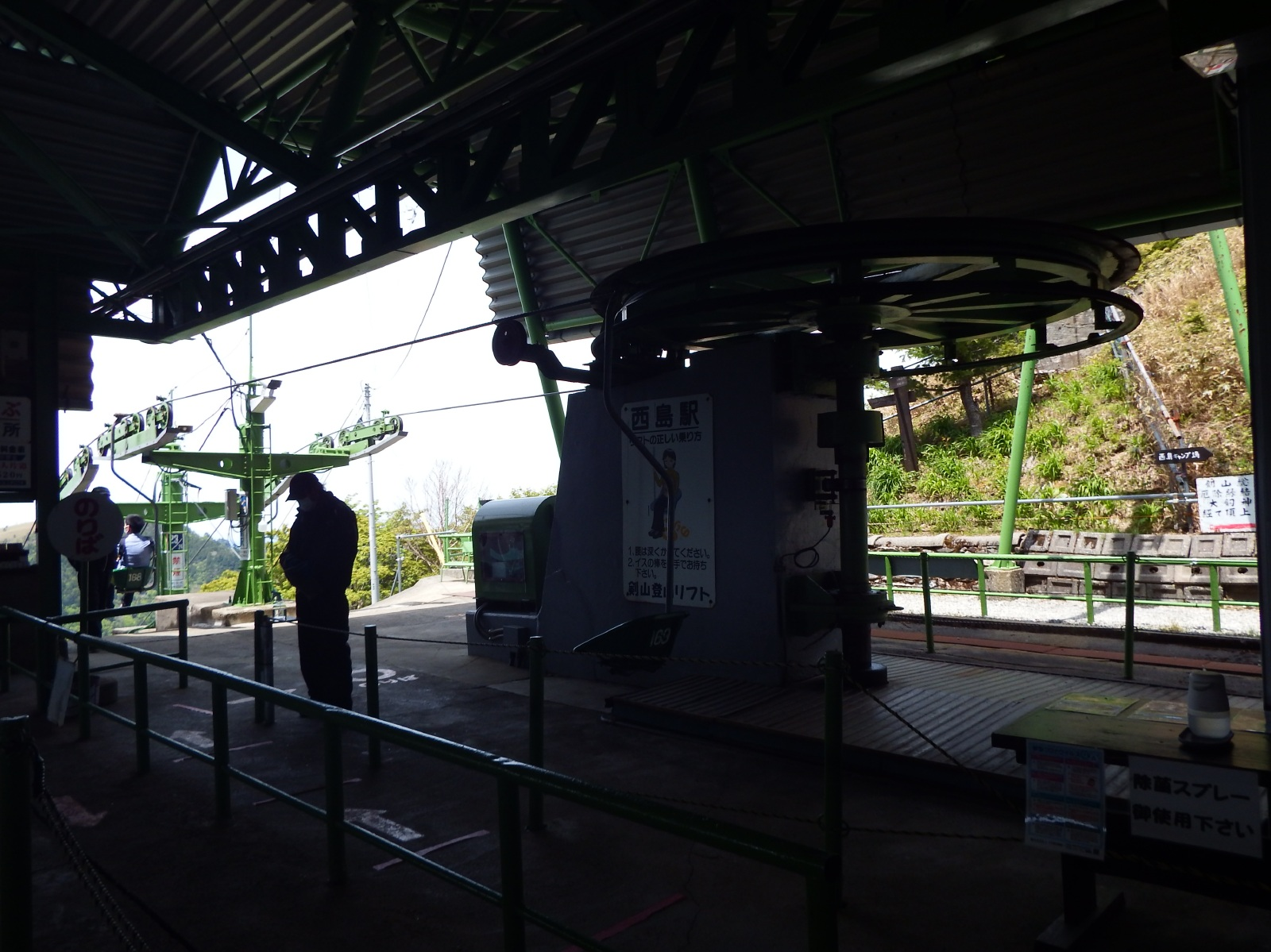
西島駅構内

## アクセス
- 見ノ越までの交通

主に3ルートあるが、最短コースは、徳島自動車道の美馬インターチェンジより国道438号で貞光を経由し南下するルート。44km、約1時間40分で見ノ越に達する。